# Бехар, Эктор
Э́ктор Бе́хар Риве́ра (исп. Héctor Béjar Rivera; 2 декабря 1935, Рикардо-Пальма, Уарочири, Лима, Перу) — перуанский социолог и революционер, руководитель Армии национального освобождения, профессор и политический активист. Министр иностранных дел Перу (2021).

## Биография
Родился 2 декабря 1935 года в смешанной испанско-индейской семье. Изучал право и литературу в Университете Сан-Маркоса, также окончил школу изящных искусств. Вступил в Коммунистическую партию Перу, где вскоре был избран в её ЦК. В 1958 году исключён из партии из-за несогласия идти на предвыборные компромиссы с местной олигархией.
Начал работу по объединению радикальных левых в единый фронт и в 1962 году вместе с Хуаном Пабло Чангом основал Армию национального освобождения (АНО). Совместно с Хавьером Эраудом отправляется на Кубу, где ведёт переговоры с Че Геварой о возможности оказать помощь Уго Бланко. В декабре 1963 года, во время попытки отряда АНО проникнуть в страну гибнет Хавьер Эрауд. В апреле 1965 года АНО, параллельно герильи Левого революционного движения Луиса де ла Пуэнте, начинает вооружённую борьбу в департаменте Аякучо. Однако в декабре того же года отряд попал в засаду и был уничтожен. Эктор Бехар лишь чудом остался в живых. Два месяца блуждает по сельве после чего добирается до Лимы. В 1966 году схвачен и брошен в тюрьму.
29 июля 2021 года Бехар занял пост министра иностранных дел Перу в правительстве Гидо Бельидо. Однако уже 17 августа он был вынужден уйти в отставку из-за неоднозначных высказываний, допущенных им в ноябре 2020 года. Тогда Бехар позволил себе заявить о том, что ВМС Перу «несут ответственность за террористические акты», а также о том, что создание леворадикальной террористической организации «Сендеро Луминосо» «стало в значительной степени результатом работы ЦРУ и спецслужб». Это заявление вызвало резкую критику как со стороны командования ВМС, так и со стороны оппозиции, которой принадлежит большинство мест в Конгрессе, что заставило Бехара написать заявление об отставке.